# ジャック・クロフォード (水兵)

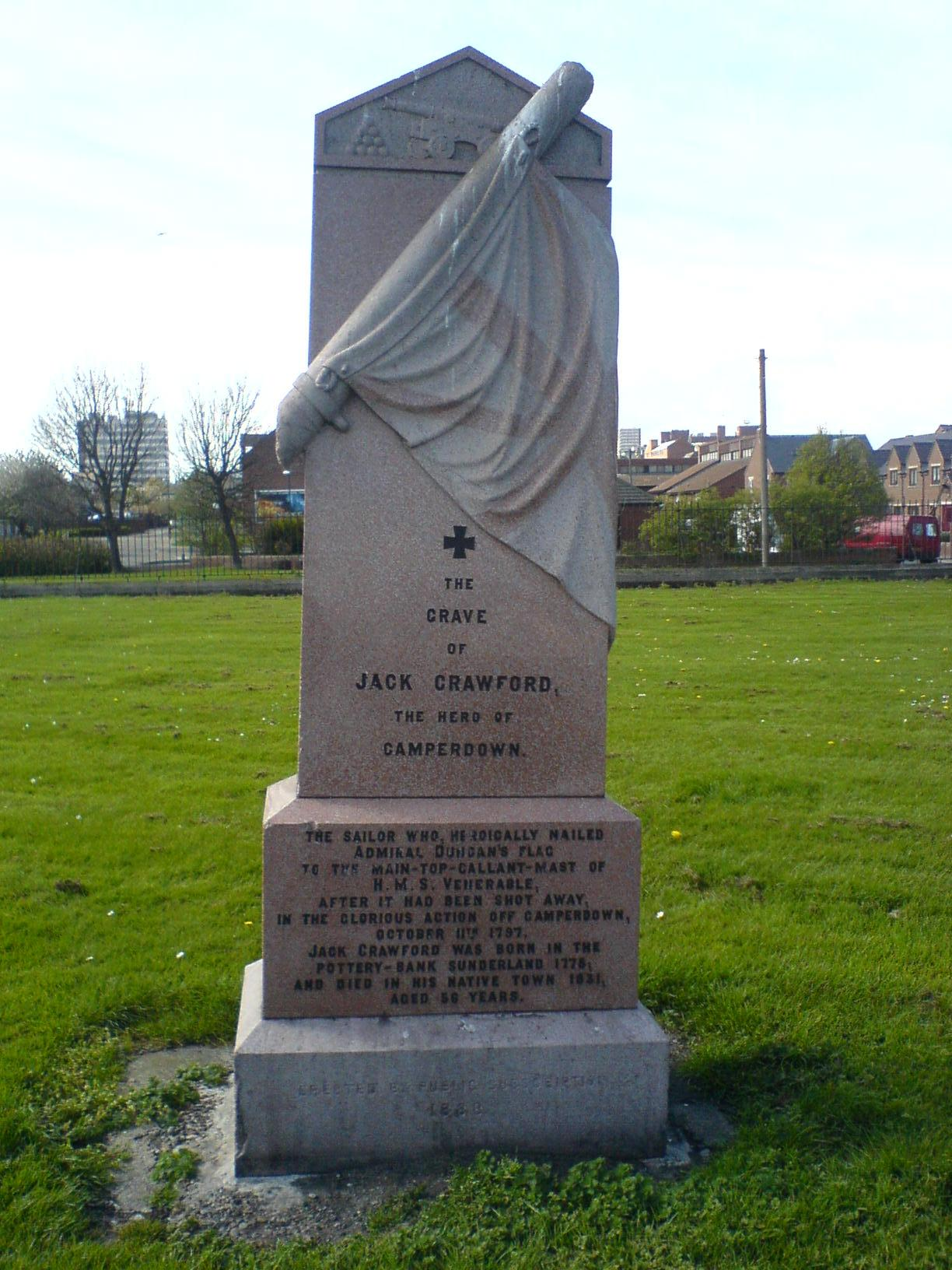
イーストエンドの聖三位一体墓地にあるクロフォードの墓石

ジャック・クロフォード（Jack Crawford、1775年3月22日 - 1831年11月10日）は、イギリス東部サンダーランド生まれのイギリス海軍の水兵。「キャンパーダウンの英雄」として知られる。

## 生涯
ジャックは1786年、11、12歳の時にサウスシールズで「ペギー」の見習船員となるまで石炭積込人夫（keelman）だった。1796年にイギリス海軍に強制徴募され、北海艦隊司令長官アダム・ダンカン提督の下で、軍艦「ヴェネラブル」で勤務した。
「ヴェネラブル」は1797年10月11日のキャンパーダウンの海戦で、ダンカン提督の旗艦であった。戦闘において「ヴェネラブル」のマストの、提督旗を掲げた部分が倒された。提督の旗を降ろすことは降伏を意味しており、意図的ではないにせよその落下は受け入れがたいものだった。激しい砲撃が交わされていたにもかかわらず、クロフォードはマストをよじ登り、旗をマストの先端に釘づけにした。
ロンドンへの凱旋の後、彼はジョージ3世に正式に召しだされて年に30ポンドの政府年金を下賜され、またサンダーランドの市民から銀のメダルを贈られた。しかしクロフォードは酒びたりの生活に陥り、メダルを売り払わざるを得なくなった。彼は1831年のコレラ流行の際の2番目の犠牲者として、無縁墓地に葬られた。

## キャンパーダウンの英雄
19世紀の終わり頃になって「キャンパーダウンの英雄」への関心がよみがえり、1888年にはサンダーランドのホーリー・トリニティ教会の墓地に彼の墓石が建てられた。そして2年後、現在市民センターのある場所の向かい側にあるモーブレー公園に記念碑が建てられた。
モンウェアマス（Monkwearmouth）には彼の名をとった「ジャック・クロフォード」という名のパブがあり、建物の横に彼の彫像を飾っていた。そのパブは第二次世界大戦で破壊されたが、その彫像は取り外されて、現在サンダーランド博物館に展示されている。メダルも現在博物館に置かれている。
クロフォードの英雄的な行動についての疑問が外部から提起された。しかし、クロフォードが志願でなく命令されてマストに登った、あるいは、彼が酔っぱらっていた、と考えうる証拠は、彼の故郷の人々によって無視された。アメリカ人のシェリ・ホールマンによって書かれた本は、サンダーランドの市長から批判された。だが、地元の歴史家ウィリアム・コーダーも1890年代にすでに批判を行っていた。コーダーはクロフォードのことをほとんど評価しなかった。彼は、信頼できる目撃者によって「クロフォードは酔っぱらっており、命令なしで行動し、よってそれは本来は軍法会議にかけられるべきものであった」ことが報告されていると言った。さらにまた、他の人が「美しい墓石」と称した1888年の墓石を「嘆かわしい記念碑」として切り捨てた。